# Ultimate Santana
Ultimate Santana је прва објављена колекција песама из вишегодишње каријере групе Сантана, која обухвата хитове са неколико последњих албума Supernatural, Shaman и All That I Am као и неке њихове класике, попут песама Oye Como Va и Black Magic Woman. Поред већ објављених песама, на албуму се налазе и четири нове композиције.
Албум је у првој недељи по објављивању заузео осмо место америчке Билборд 200 топ-листе, остваривши продају од 56.000 примерака.

## Списак песама
| #  | песма           | мин  | гост                                | објављена на албуму |
| -- | --------------- | ---- | ----------------------------------- | ------------------- |
| 1  |                 | 3:42 | Чад Крегер из групе                 | необјављивана       |
| 2  |                 | 3:30 | Џенифер Лопез и Бејби Баш           | необјављивана       |
| 3  |                 | 4:56 | Роб Томас                           |                     |
| 4  |                 | 4:22 |                                     |                     |
| 5  |                 | 4:18 |                                     |                     |
| 6  |                 | 3:15 |                                     |                     |
| 7  |                 | 3:55 |                                     |                     |
| 8  |                 | 4:35 |                                     |                     |
| 9  |                 | 5:05 |                                     |                     |
| 10 | (нова верзија)  | 4:22 | Тина Тарнер                         | необјављивана       |
| 11 |                 | 4:45 |                                     |                     |
| 12 |                 | 3:51 | Алекс Банд из групе                 |                     |
| 13 |                 | 3:32 |                                     |                     |
| 14 |                 | 4:12 | Стивен Тајлер, певач групе Аеросмит | All That I Am       |
| 15 |                 | 4:45 |                                     |                     |
| 16 |                 | 5:33 |                                     |                     |
| 17 | (ориг. верзија) | 4:14 | Мишел Бренч                         |                     |
| 18 |                 | 4:06 |                                     | необјављивана       |

## Топ листе
| топ-листа             | земља      | најбоља позиција |
| --------------------- | ---------- | ---------------- |
| АРИА топ-листа албума | Аустралија | 6                |
| ФИМИ топ-листа албума | Италија    | 11               |
| Билборд 200           | САД        | 8                |